# Lontano da dove
Lontano da dove est un drame romantique italien écrit et réalisé par Stefania Casini et Francesca Marciano, sorti en 1983,.

## Synopsis
Mario, qui vient de terminer son service militaire, arrive à New York où vit Giampaolo, un de ses amis. Mario s'immerge avec enthousiasme dans la vie de la ville, et fréquente un groupe d'Italiens qui comprend Daniela, Giacomini et Desideria.
Lors d'une excursion à Coney Island, Mario assiste au désenchantement de Daniela et Giacomini qui comparent les coutumes et la vie entre New York et Rome. Finalement Giacomini décide de retourner à Rome et Daniela prévoit de renouer avec Andrea, une prétendant qui vit en Italie.

## Fiche technique
- Titre original : Lontano da dove
- Réalisation et scénario : Stefania Casini et Francesca Marciano
- Costumes : Ornella Pisano
- Photographie : Romano Albani
- Montage : Mauro Bonanni
- Musique : Lucio Dalla, Fabio Liberatori et Stadio
- Production : Renzo Rossellini
- Sociétés de production : Rai 2 et Effe PC
- Société de distribution : Gaumont (Italie)
- Pays de production :  Italie
- Langue originale : italien
- Genre : drame romantique
- Durée : 85 minutes
- Dates de sortie :
  - Italie : 7 septembre 1983 (Mostra de Venise) ; 21 septembre 1983 (sortie nationale)

## Distribution
- Claudio Amendola : Mario
- Stefania Casini : Desideria
- Victor Cavallo : Giacomini
- Monica Scattini : Daniela
- Michael Wright : Sylvester
- Luisella Boni : Eleonora Serpieri Altobilli

## Récompense
- Rubans d'argent 1984 : Meilleure actrice dans un second rôle pour Monica Scattini[3]